# Christian Tio
Christian Tio (23 de marzo de 2001) es un deportista de kitesurf filipino que ganó la primera medalla para su país en la historia de los Juegos Olímpicos de la Juventud.

## Carrera
Christian Tio fue el segundo atleta filipino en clasificarse para los Juegos Olímpicos de la Juventud 2018 en Buenos Aires, Argentina. Compitió en el evento IKA Twin Tip Racing en el Club Náutico de San Isidro. Varias de las carreras fueron canceladas, pero Tio pudo obtener una medalla de plata. Deury Corniel de República Dominicana ganó la medalla de oro, mientras que Toni Vodisek de Eslovenia también ganó una medalla de plata.